# Krzysztof Skorupski
Krzysztof Skorupski (ur. 25 kwietnia 1989 w Warszawie) – polski kierowca wyścigowy i rajdowy. Wielokrotny medalista mistrzostw Polski w rallycrossie. W 2011 roku zdobył tytuł II wicemistrza Europy w rallycrossie w klasie Super 1600. W tym samym roku Międzynarodowa Federacja Samochodowa przyznała mu tytuł „Talentu Roku”.
Krzysztof Skorupski wielokrotnie zdobywał medale mistrzostw Polski w rallycrossie – w 2008 roku był 3. w klasie narodowej, w 2009 roku zdobył mistrzostwo kraju w tej samej kategorii, podobnie jak w roku 2010, w 2011 roku po raz pierwszy wystartował w klasie Super 1600, w której także zdobył mistrzostwo kraju. Ponadto na arenie krajowej w 2009 roku zwyciężył w Pucharze Polski w rallycrossie w klasie narodowej, a w 2011 roku powtórzył to osiągnięcie w klasie Super 1600.
W 2011 roku Krzysztof Skorupski zadebiutował na arenie międzynarodowej startując w mistrzostwach Europy w rallycrossie w klasie Super 1600. W swoim pierwszym sezonie w rywalizacji tej zdobył tytuł II wicemistrza Europy, zajmując 3. pozycję w klasyfikacji generalnej, mimo braku startu w czterech z dziesięciu rozegranych rund z powodów finansowych. Ponadto wygrał także rywalizację w Pucharze Europy Strefy Centralnej w klasie Super 1600. Po zakończeniu sezonu Międzynarodowa Federacja Samochodowa przyznała mu tytuł „Talentu Roku”.
W 2011 roku zadebiutował także w rajdach samochodowych. W grudniu tego roku wystartował w Rajdzie Barbórka, w którym w klasyfikacji ogólnej zajął 19. pozycję, a w klasie 2, w której startował był 3.
Rok 2012 to obecnie najlepszy okres dla sportowej kariery Krzysztofa Skorupskiego. Po pojedynczych sukcesach przyszedł czas na start w pełnym Sezonie Mistrzostw Europy Rallycross. Polski zespół odwiedził 10 krajów w Europie startując w 10 eliminacjach do Mistrzostw starego kontynentu. Niestety był to także pierwszy sezon bez polskiej rundy Mistrzostw Europy. Z tego powodu nie było okazji do startu przed polską publicznością. Sezon ten zakończył się tytułem Wicemistrza Europy. Jest to obecnie życiowy wynik dla Krzysztofa Skorupskiego i drugi najlepszy wynik polaka w tej dyscyplinie.
Podczas roku 2013 Krzysztof zaangażował się w reaktywacje rallycrossu w Polsce. Razem z trzema innymi zawodnikami stworzyli nowy cykl – Rallycross Cup. Jednocześnie sam wystartował na zawodach w Słomczynie oraz w Toruniu. Na starty zagraniczne zabrakło czasu.
Od roku 2014 Krzysztof Skorupski startuje w Mistrzostwach Świata Rallycross, w najmocniejszej klasie SuperCars, za kierownicą Citroena DS3 T16. Zespół, w którym startuje polski zawodnik to Monster Energy RX World Team. Mimo problemów technicznych z samochodem na początku sezonu kierowca uzyskiwał czasy w czołówce. Podczas rundy w Finlandii Skorupski osiągnął swój najlepszy wynik w dotychczasowej karierze – 4. miejsce w klasie SuperCars.